# Storosa obscura
Storosa obscura là một loài nhện trong họ Zodariidae.
Loài này thuộc chi Storosa. Storosa obscura được Rudy Jocqué miêu tả năm 1991.